# Эстадио Латиноамерикано
Эстадио Латиноамерикано (исп. Estadio Latinoamericano) — стадион в Гаване, Куба. Преимущественно используется для проведения бейсбольных матчей.
Стадион построен в 1946 году и первоначально имел одну полукруглую трибуну, вмещающую 28 тыс. зрителей. После Кубинской революции в 1972 году были построены дополнительные трибуны, и арена увеличила свою вместимость до 55 тыс. мест. В разное время арена использовалась в качестве домашнего поля следующими командами:
- Индустриалес (с 1961 года)
- Метрополитанос (с 1974 года)
- Гавана Шугар Кингс (1954—1960)
- Питтсбург Пайрэтс (1953)
- Бруклин Доджерс (1947)

6 августа 1960 года здесь, выступая на закрытии I-го Латиноамериканского конгресса молодежи, Фидель Кастро объявил о национализации первых 36 сахарных заводов, нефтеперерабатывающих заводов, электрической и телефонной компаний.